# Cheikh Saïd (rebelle kurde)
Pour les articles homonymes, voir Cheikh Saïd.
Cheikh Saïd Piran (kurde : Şêx Seîdê Pîran, en turc : Şeyh Sait ; 1865 - Hınıs, en kurde: Kelê) 29 juin 1925 - Diyarbakır, en kurde: Amed) est un chef religieux musulman qui a mené en 1925 une révolte armée visant à renverser la république turque laïque instaurée par Mustafa Kemal Atatürk deux ans plus tôt.

## Biographie
Il existe très peu de données biographiques sur Cheikh Saïd. Né dans la région de Hınıs dans le pachalik de Diyarbakır, province de l'Empire ottoman, il succède à son père, Cheikh Ali, comme figure éminente de la confrérie soufie Naqshbandiyya qui bénéficie d'un solide soutien dans la région du Kurdistan. Selon d'autres sources, il est originaire de la ville de Hınıs, dans la province d'Erzurum. Par ses talents oratoires et son charisme, il devient une personnalité respectée par la population kurde. Il apparaît comme « un homme d'un âge respectable, religieux convaincu, et d'une réputation irréprochable ». Par la suite, les autorités turques, hostiles, le présenteront comme « un rustre à moitié idiot ». Sa famille n'est guère plus connue ; cependant, sa sœur Fatme est l'épouse de Cibranlı Halit Bey, chef de la tribu Cibranli et ancien colonel des Hamidiés, corps de cavalerie auxiliaire kurde de l'armée ottomane.

## La révolte de 1925 menée par Cheikh Saïd
Le nouveau gouvernement d'Ankara, dirigé par Mustafa Kemal Atatürk, proclame la république et abolit le sultanat en septembre 1922 puis le califat, dernière attribution religieuse de l'ancien sultan, en mars 1924. La politique nationaliste et laïque menée par Atatürk, remet en cause le statut des religieux vis-à-vis de la société civile tout en interdisant les écoles kurdes et l'usage de la langue kurde.
La planification de la rébellion commence dès la proclamation par le gouvernement d'Ankara de l'abolition du califat. Cheikh Saïd, avec l’appui de plusieurs chefs de tribus kurdes de confession sunnite, se prépare à renverser le gouvernement infidèle d'Ankara. Il lance un appel à l'ensemble des musulmans de Turquie à se joindre à la rébellion.
Au début de 1925, Cheikh Saïd peut rassembler au moins 10 000 hommes. La rébellion éclate brutalement le 13 février 1925 lorsqu'une unité de la gendarmerie turque tente d’arrêter les partisans de Cheikh Saïd. La région au nord de Diyarbakır, avec Ergani, Palu, Piran et Elâzığ, est bientôt conquise par les rebelles. Au milieu de mars, toute la région à l'ouest du lac de Van est aux mains des insurgés. La rébellion s’étend rapidement et à la fin du mois de mars, les insurgés contrôlent 14 départements du sud-est de la Turquie.
Le gouvernement rassemble 20 000 à 25 000 soldats. La rébellion est matée dans le sang au bout de deux mois et demi et aboutit à la mort de près de 300 000 civils. Le 27 avril, Cheikh Said est arrêté. Les tribunaux dits d'indépendance et les cours martiales créées par la loi du 3 mars exécutent ou emprisonnent tous les Kurdes reconnus coupables d'« atteinte à la sûreté intérieure de l'État ». Le 29 juin 1925, Cheikh Saïd et 52 de ses partisans, sont pendus à Diyarbakir à la suite du jugement rendu par le tribunal de la Liberté. Le Cheikh, lors du procès devant la cour, déclarera : « la séparation de la religion et des affaires de l'État ne peut pas être considérée comme licite. Il faut se conformer à la charia dans tous les domaines ».
Aujourd'hui, Cheikh Saïd jouit d'un certain prestige auprès des Kurdes. Son petit-fils, Abdulmelik Firat est le chef du parti HAK-PAR, un parti politique qui réclame l'autonomie du Kurdistan au sein de la Turquie.